# Bartholomäus Lutz
Bartholomäus Lutz (* 24. September 1684 in Mainz; † 1756 in Bruchsal) war ein deutscher Jesuit, Theologe und Kirchenrechtler.

## Leben
Lutz erhielt seine erste Ausbildung in Mainz. Anschließend ging er an die Universität Würzburg, an der er 1703 den philosophischen Magistergrad erwarb. Am 1. Oktober 1703 trat er in den Jesuitenorden ein und nahm anschließend ein Studium der Theologie auf, das ihn in die Jesuitenkollegien von Mainz, 1706 von Fulda, 1711 von Würzburg, 1714 von Ettlingen sowie 1716 in das Kolleg von Bamberg führte. 1718 legte er seine zweite Profess ab. 1723 kam er zurück in seine Heimatstadt Mainz, ging 1725 jedoch wieder nach Bamberg. Dort nahm er eine Dozententätigkeit an der Bamberger Akademie auf. 1729 erlangte er am 11. Mai den Grad eines Bakkalaureus in Theologie und am 17. Mai den Grad eines Dr. theol. Nachdem er seine kirchenrechtlichen Studien vorangetrieben hatte, wurde ihm am 16. Juli 1730 das Bakkalaureat des Kirchenrechts verliehen. Seine Promotion zum Dr. iur. can. erfolgte zwei Tage später, am 18. Juli 1730.
Lutz erhielt auf Betreiben Adam Huths spätestens 1732 eine Anstellung als außerordentlicher Professor des kanonischen Rechts an der Universität Heidelberg, die er zumindest bis 1735 bekleidete. Nach Stationen an den Jesuitenkollegien von Worms, Baden-Baden ab 1736, Molsheim ab 1740 und Speyer ab 1741, kam er schließlich 1748 nach Bruchsal. Dort wurde er zunächst bis 1749 Gewissensrat des Fürstbischofs von Speyer Franz Christoph Reichsfreiherr von Hutten zum Stolzenberg. Von 1752 bis 1755 war er Regens des Bruchsaler Priesterseminars.

## Werke (Auswahl)
- Ingressus jurisprudentiae in jus ecclesiasticum universum, 1727.
- Jus ecclesiast. universum ex libris V. ep. decret. Greg. IX P. M. secundum praecipuas difficultates per asserta et responsa theologico-Tridentino-canonica ad casus canonicos ex decretis MM. PP. Responsis s. Congr. Em. Card. cet., 5 Bände, 1727–1730.
- Jus Ecclesiasticum Universum Ex Libris V. Epistolarum Decretalium Gregorii IX. Pontificis & Legislatoris Maximi, Secundum praecipuas difficultates Per Asserta Et Responsa Theologico-Tridentino-Canonica Ad Casus Canonicos ..., 1727 (Digitalisat)